# 73511 Ловас
73511 Ловас (73511 Lovas) — астероїд головного поясу, відкритий 25 грудня 2002 року.
Тіссеранів параметр щодо Юпітера — 3,147.